# Система освіти Сполучених Штатів Америки

## Шкільні класи
Більшість дітей входять в систему державної освіти у віці п'яти чи шести років. Вони можуть почати з дошкільних установ, дитячого садка або першого класу. Зазвичай у школі навчаються 12 класів, протягом 12 календарних років початкової та середньої освіти до закінчення навчання, отримавши диплом, який надає право здобути вищу освіту. Освіта обов'язкова тільки до 16 років. Головне — це п'ять років початкової школи, в ході яких учні зазвичай навчаються разом один рік і потім переходять у наступний рік або «клас», три роки середньої школи, і чотири роки старшої школи. Існують деякі відмінності в розстановці класів.
У США, порядкові номери (наприклад, перший клас) використовуються для ідентифікації класів. Типовий вік і клас угруповань в сучасній, державні та приватні школи можуть бути знайдені через Міністерство освіти США. Взагалі є початкова школа (К-5), середня школа (6—8) і старша школа (9—12).
| Початковий рівень    | Початковий рівень    | Початковий рівень                                       | Початковий рівень                                       | Клас                                                    | Вік                                                   |
| -------------------- | -------------------- | ------------------------------------------------------- | ------------------------------------------------------- | ------------------------------------------------------- | ----------------------------------------------------- |
| Дошкільний           | Дошкільний           | Дошкільний                                              | Дошкільний                                              | Ясла                                                    | 3-5                                                   |
| Дошкільний           | Дошкільний           | Дошкільний                                              | Дошкільний                                              | Дитячий садок                                           | 4-6                                                   |
| Обов'язкова освіта   |                      |                                                         |                                                         |                                                         |                                                       |
| Початкова школа      | Початкова школа      | Початкова школа                                         | Початкова школа                                         | Дитячий садок                                           | 5-6                                                   |
| Початкова школа      | Початкова школа      | Початкова школа                                         | Початкова школа                                         | Перший                                                  | 6-7                                                   |
| Початкова школа      | Початкова школа      | Початкова школа                                         | Початкова школа                                         | Другий                                                  | 7-8                                                   |
| Початкова школа      | Початкова школа      | Початкова школа                                         | Початкова школа                                         | Третій                                                  | 8-9                                                   |
| Початкова школа      | Початкова школа      | Початкова школа                                         | Початкова школа                                         | Четвертий                                               | 9-10                                                  |
|                      |                      |                                                         |                                                         | П'ятий                                                  | 10-11                                                 |
| Середня школа        | Середня школа        |                                                         |                                                         | Шостий                                                  | 11-12                                                 |
| Середня школа        | Середня школа        | Підліткова старша школа                                 | Підліткова старша школа                                 | Сьомий                                                  | 12-13                                                 |
| Середня школа        | Середня школа        | Підліткова старша школа                                 | Підліткова старша школа                                 | Восьмий                                                 | 13-14                                                 |
| Старша школа         | Старша школа         |                                                         |                                                         | Дев'ятий                                                | 14-15                                                 |
| Старша школа         | Старша школа         | Випускні класи                                          | Випускні класи                                          | Десятий                                                 | 15-16                                                 |
| Старша школа         | Старша школа         | Випускні класи                                          | Випускні класи                                          | Одинадцятий                                             | 16-17                                                 |
| Старша школа         | Старша школа         | Випускні класи                                          | Випускні класи                                          | Дванадцятий                                             | 17-18                                                 |
| Вища освіта          |                      |                                                         |                                                         |                                                         |                                                       |
| Коледж (Університет) | Коледж (Університет) | Бакалаврат                                              | Бакалаврат                                              | Першокурсник                                            | Вік різний, але частіше 18-22 для отримання бакалавра |
| Коледж (Університет) | Коледж (Університет) | Бакалаврат                                              | Бакалаврат                                              | Другий курс                                             | Вік різний, але частіше 18-22 для отримання бакалавра |
| Коледж (Університет) | Коледж (Університет) | Бакалаврат                                              | Бакалаврат                                              | Третій курс                                             | Вік різний, але частіше 18-22 для отримання бакалавра |
| Коледж (Університет) | Коледж (Університет) | Бакалаврат                                              | Бакалаврат                                              | Останній курс                                           | Вік різний, але частіше 18-22 для отримання бакалавра |
| Коледж (Університет) | Коледж (Університет) | Аспірантура (з різними ступенями та розділами навчання) | Аспірантура (з різними ступенями та розділами навчання) | Аспірантура (з різними ступенями та розділами навчання) | Вік різний                                            |
| Продовження навчання |                      |                                                         |                                                         |                                                         |                                                       |
| Професійна школа     | Професійна школа     | Професійна школа                                        | Професійна школа                                        | Професійна школа                                        | Вік різний                                            |
| Освіта для дорослих  |                      |                                                         |                                                         |                                                         | Вік різний                                            |